# Madill
Madill è un comune degli Stati Uniti d'America, capoluogo della Contea di Marshall, nello Stato dell'Oklahoma.
Madill si trova circa 15 km a nord del lago Texoma.